# Scott Chipperfield
Scott Chipperfield (Wollongong, 30 december 1975) is een Australische voetballer. Hij speelt sinds 2012 bij de Zwitserse amateurclub FC Aesch.

## Clubvoetbal
Chipperfield speelde in eigen land van 1996 tot 2001 voor Wollongong Wolves. Sinds 2001 staat hij onder contract bij FC Basel. In elf seizoenen speelde hij 269 competitiewedstrijden voor FC Basel, waarin hij 69 doelpunten scoorde. In 2012 tekende hij bij FC Aesch, een Zwitserse amateurclub.

## Nationaal elftal
Chipperfield maakte zijn debuut voor het Australisch nationaal elftal in 1998. Hij behoorde tot de selecties van de Socceroos voor de Confederations Cup 2001, de Confederations Cup 2005 en het WK 2006. Chipperfield speelde op het WK in alle wedstrijden van Australië.

## Erelijst
FC Basel
- Axpo Super League

2005, 2008
- Schweizer Cup

2008